# Until One
Until One je debutové kompilační album švédské housové hudební skupiny Swedish House Mafia. Poprvé vyšlo 22. října 2010.

## Seznam skladeb
| Pořadí | Název                                           | Autor                                                                         | Délka |
| ------ | ----------------------------------------------- | ----------------------------------------------------------------------------- | ----- |
| 1.     | Miami 2 Ibiza                                   | Swedish House Mafia vs. Tinie Tempah                                          | 2:43  |
| 2.     | Miami 2 Ibiza (Instrumental)                    | Swedish House Mafia                                                           | 2:16  |
| 3.     | Reach Out / You Got the Love                    | Sander van Doorn / Candi Staton                                               | 1:59  |
| 4.     | Leave the World Behind                          | Axwell, Steve Angello, Sebastian Ingrosso & Laidback Luke feat. Deborah Cox   | 3:11  |
| 5.     | Nothing But Love (Remode)                       | Axwell                                                                        | 3:05  |
| 6.     | Valodja                                         | Steve Angello & AN21                                                          | 2:36  |
| 7.     | In the Air (Axwell Remix)                       | TV Rock feat. Rudy                                                            | 2:59  |
| 8.     | Kidsos / We Are Your Friends                    | Sebastian Ingrosso / Simian                                                   | 3:59  |
| 9.     | Walk With Me (Axwell & Daddy's Groove Remix)    | Prok & Fitch pres. Nanchang Nancy                                             | 2:29  |
| 10.    | Tivoli / Walking On a Dream                     | Steve Angello / Empire of the Sun                                             | 4:01  |
| 11.    | Satisfaction (Isak Original Extended Mix)       | Benny Benassi presents The Biz                                                | 2:20  |
| 12.    | Show Me Love                                    | Steve Angello & Laidback Luke feat. Robin S                                   | 4:21  |
| 13.    | KNAS                                            | Steve Angello                                                                 | 3:14  |
| 14.    | Meich / Clocks                                  | Sebastian Ingrosso & Dirty South / Coldplay                                   | 3:55  |
| 15.    | How Soon Is Now (Extended)                      | David Guetta, Sebastian Ingrosso & Dirty South feat. Julie McKnight           | 6:01  |
| 16.    | Swedish Beauty / Diamond Life                   | AN21 & Max Vangelli / Louie Vega & Jay "Sinister" Sealee feat. Julie McKnight | 5:32  |
| 17.    | Tell Me Why                                     | Supermode                                                                     | 2:31  |
| 18.    | Teenage Crime (Axwell & Henrik B Remode)        | Adrian Lux                                                                    | 2:44  |
| 19.    | Monday                                          | Steve Angello                                                                 | 3:00  |
| 20.    | Silvia (Sebastian Ingrosso & Dirty South Remix) | Miike Snow                                                                    | 2:59  |
| 21.    | I Found U (Remode)                              | Axwell                                                                        | 3:43  |
| 22.    | One More Time                                   | Daft Punk                                                                     | 3:22  |
| 23.    | One                                             | Swedish House Mafia                                                           | 3:23  |
| 24.    | One (Your Name)                                 | Swedish House Mafia feat. Pharrell                                            | 3:03  |

## Umístění v hitparádách
| Hitparáda (2010)                | Příčka |
| ------------------------------- | ------ |
| Belgian Albums Chart (Flanders) | 6      |
| Belgian Albums Chart (Wallonia) | 22     |
| Danish Albums Chart             | 31     |
| Dutch Albums Chart              | 8      |
| French Albums Chart             | 66     |
| Swedish Albums Chart            | 13     |
| Swiss Music Charts              | 18     |
| UK Compilations Albums Chart    | 2      |
| US Billboard 200                | 139    |
| US Top Electronic Albums        | 4      |
| US Top Heatseekers              | 2      |